# Jan Olij
Jan Olij (Landsmeer, 10 augustus 1920 - nabij Buenos Aires, 8 mei 1996) alias de reus van Landsmeer was een Nederlandse amateurbokser en Waffen-SS`er tijdens de Tweede Wereldoorlog.

## Biografie
Hij is de zoon van amateurbokser Sam Olij. Olij kwam uit een gezin waar werd gebokst. Zowel zijn vader Sam als zijn broer Kees waren verdienstelijke boksers. Olij kreeg daarom de bijnaam: de reus van Landsmeer. Olij werd in 1940 Nederlands kampioen zwaargewicht. De familie Olij had al vroeg sympathieën voor het nationaalsocialisme: ze waren in de jaren dertig lid van de NSB geworden. Een logisch gevolg hiervan was dat zijn vader, Sam Olij, die sinds 1928 bij de Amsterdamse politie zat, in 1940 in dienst trad bij de Zentralstelle für Jüdische Auswanderung. Zijn beide zonen, Kees en Jan, meldden zich aan bij de Waffen-SS.

### Carrière
Olij's carrière nam een vaart nadat hij, door een beenwond die hij had opgelopen aan het oostfront, terugkwam in Nederland om te revalideren. Hij trad toe tot de Arbeitskontrolledienst in 1943, met de taak onderduikers op te sporen. In 1945 werd hij overgeplaatst naar de Grüne Polizei, waar hij nog bekender werd door bekentenissen uit arrestanten te slaan.

### Na de oorlog
Na de oorlog in juli 1945 werd Jan Olij aangehouden en opgesloten in het Huis van Bewaring aan de Amstelveense weg in Amsterdam. In afwachting van zijn proces werd hij in 1947 naar het interneringskamp te Hoensbroek gestuurd, waar hij werd tewerkgesteld in de Limburgse mijnen. Daar wist hij aan zijn bewakers te ontsnappen en was sindsdien voortvluchtig. Zoals hij al tijdens een interview met het blad Nieuwe Revu van februari 1989 zei: "Het is duidelijk dat ik Holland uit moest, ik ben onmiddellijk gevlucht naar Spanje." Hij kwam daar terecht in het concentratiekamp Nan Clares de la Oca, bij Bilbao. Zijn verblijf duurde echter niet lang. Hij ontsnapte en ging boksen voor de kost onder het pseudoniem: Jack Olij.
Het was in deze omgeving dat hij Andries Riphagen ontmoette, die net als hij voortvluchtig was. Riphagen beschikte over wat geld dat hij had 'opgespaard' in de oorlog, waarmee hij bokswedstrijden organiseerde in Spaanse Baskenland. Van de opbrengsten uit deze wedstrijden kon hij een scheepspassage kopen naar Argentinië. In 1949 stak hij, aan boord van het schip Rio Tessana, de Atlantische Oceaan over en kwam via Brazilië in Argentinië terecht. Bij aankomst registreerde hij zich onder een valse naam: Hans Hottentot. Hij bleef contact houden met Riphagen, die zich nu eens voor een Deen, dan weer voor een Nederlander uitgaf. Riphagen had zijn spaarcenten in het transportbedrijfje van 't Hof (ex-SS'er) geïnvesteerd en financierde daarmee ook de bokswedstrijden van Olij. Jan Olij stond bekend als Jan Olij Hottentot - Hottentot is de geboortenaam van zijn moeder.
Olij vestigde zich eerst aan de voet van de Andes in het dorpje San Juan, waar hij zijn diensten bij de lokale politie aanbood. Daar ontmoette hij ook zijn tweede vrouw, Rosa Castula Tonon, met wie hij trouwde en een zoon kreeg. Van dan af werkte hij als elektricien en schilder van kitscherige schilderijtjes. Het boksen had hij intussen opgegeven, omdat hij last kreeg van artritis. Eind jaren vijftig zorgde de organisatie ODESSA ervoor dat hij zijn familie gedurende een kort verblijf in Duitsland kon opzoeken. Hij woonde toen slechts op dertig kilometer van de Nederlandse grens in Herten, waar hij werkzaam was als letterschilder. In Duitsland werd zijn aanwezigheid spoedig opgemerkt en hij werd opnieuw gevangengenomen. Ook deze keer wist hij te ontsnappen.
In 1962 vestigde hij zich in Isidro Casanova, en leefde daar vrijwel onopgemerkt. In 1982, tijdens de Falkland crisis maakte Anton Foek in samenwerking met Willibrord Frequin en in opdracht van de KRO's Brandpunt een reportage over Jan Olij. De journalisten werden daartoe bij hem thuis in Isidro Casanova, een verre buitenwijk van Buenos Aires, uitgenodigd, na bemiddeling van een advocaat in de Argentijnse hoofdstad. In 1989 kwamen journalisten van het Parool en Nieuwe Revu hem op het spoor en namen hem verscheidene interviews af. Opnieuw brak er een schandaal uit en werd hij tijdelijk gevangengezet, maar kwam in hoger beroep weer vrij. Ook zijn broer Kees Olij bevond zich in Argentinië. Zijn adres is niet bekend, noch is het bekend of voor hem ook een aanhoudingsbevel bestaat. Tegen vader Sam Olij werd in eerste instantie de doodstraf geëist voor het oppakken en mishandelen van Joden en andere arrestanten. Deze straf werd omgezet in levenslang, maar in hoger beroep werd de straf herzien. Na een psychiatrisch onderzoek werd Sam Olij zeer verminderd toerekeningsvatbaar geacht. Zijn straf werd uiteindelijk omgezet in negen jaar. In juni 1954 kwam hij weer vrij.
In juni 2009 bracht journalist Arnold Karskens naar buiten dat Jan Olij reeds in 1996 was overleden en was bijgezet op een begraafplaats in Buenos Aires.